# Joël Egloff
Joël Egloff (1970) è uno scrittore e sceneggiatore francese.
È considerato dalla critica francese come uno dei migliori scrittori della nuova generazione.
È stato premiato in patria e all'estero, ricevendo premi prestigiosi come il Prix du Livre Inter 2005 ed il Prix du Roman des Libraires E. Leclerc.
Oltre a Edmond Ganglion & Figlio (Prix Alain-Fournier) ha pubblicato Cosa ci faccio seduto qui per terra (2004) e Lo Stordimento (2005).

## Opere
- Edmond Ganglion & fils (Editions du Rocher, 1999; 
  - Edmond Ganglion & Figlio, Instar libri, 2005,
- Les Ensoleillés (Editions du Rocher) 2000;
- Ce que je fais là assis par terre (Editions du Rocher, 2003; 
  - Cosa ci faccio seduto qui per terra, Instar libri, 2004;
- L'Étourdissement (Buchet-Chastel) 2005;
  - Lo Stordimento Instar libri 2006;
- L'homme que l'on prenait pour un autre (Buchet-Chastel) 2008;
  - Il signor Qualcunaltro Instar libri 2008

## Premi e riconoscimenti
- 2000: Prix Alain-Fournier per Edmond Ganglion & fils[1]
- 2004: Grand Prix de l'Humour Noir per Ce que je fais là, assis par terre[2]
- 2005: Prix du Roman des Libraires E. Leclerc per L'Étourdissement[3]
- 2005: Prix du Livre Inter per L'Étourdissement[4]